# Масалов, Александр Александрович
Алекса́ндр Алекса́ндрович Маса́лов (укр. Олександр Олександрович Масалов; род. 22 января 1997, Севастополь) — российский и украинский футболист, защитник петербургского «Динамо».

## Клубная карьера
Воспитанник СДЮШОР № 5 (Севастополь) и академии киевского «Динамо». Первый тренер — Василий Акимов. В 2014–2016 годах выступал за «Динамо» в юношеском чемпионате Украины.
В 2016 году перешёл в «Шахтёр», в котором играл за молодёжную команду.
В 2018 году выступал на правах аренды за «Колос».
22 июля 2019 года подписал контракт с молдавским клубом «Динамо-Авто».
В августе 2021 года подписал контракт сроком на 1 год с черниговской «Десной». Дебютировал в Премьер-лиге 14 августа 2021 года в матче против «Днепра-1», в котором его команда одержала победу со счётом 2:1, заменив на 74-й минуте Викентия Волошина.
В начале августа 2022 года контракт футболиста с «Десной» подошёл к концу и он заключил контракт с российским клубом «Уфа» на правах свободного агента. В начале февраля 2023 года «Уфа» расторгла контракт с футболистом по обоюдному соглашению сторон.
В апреле 2023 года заключил контракт с ялтинским «Рубином», за который провёл 11 матчей в Премьер-лиге КФС, отличившись двумя забитыми мячами.
4 августа 2023 перешёл в клуб «Леон Сатурн».
7 февраля 2024 года подписал контракт с московским «Торпедо». 23 мая 2024 года контракт с клубом был расторгнут.
13 августа 2024 года присоединился к вологодскому «Динамо».
6 февраля 2025 года на правах свободного агента пополнил состав петербургского «Динамо».

## Карьера в сборной
В период с 2012 по 2015 год выступал в товарищеских матчах за юношеские сборные Украины.

## Статистика выступлений
| Выступление         | Выступление           | Выступление      | Лига | Лига | Кубки | Кубки | Еврокубки | Еврокубки | Итого | Итого |
| Клуб                | Лига                  | Сезон            | Игры | Голы | Игры  | Голы  | Игры      | Голы      | Игры  | Голы  |
| ------------------- | --------------------- | ---------------- | ---- | ---- | ----- | ----- | --------- | --------- | ----- | ----- |
| → Колос (Ковалёвка) | Первая лига           | 2017/18          | 9    | 0    | 0     | 0     | —         | —         | 9     | 0     |
| → Колос (Ковалёвка) | Итого                 | Итого            | 9    | 0    | 0     | 0     | —         | —         | 9     | 0     |
| Динамо-Авто         | Национальный дивизион | 2019             | 8    | 0    | 2     | 0     | —         | —         | 10    | 0     |
| Динамо-Авто         | Национальный дивизион | 2020/21          | 25   | 0    | 2     | 0     | 1         | 0         | 28    | 0     |
| Динамо-Авто         | Национальный дивизион | 2021/22          | 1    | 0    | 0     | 0     | —         | —         | 1     | 0     |
| Динамо-Авто         | Итого                 | Итого            | 34   | 0    | 4     | 0     | 1         | 0         | 39    | 0     |
| Десна               | УПЛ                   | 2021/22          | 6    | 0    | 0     | 0     | —         | —         | 6     | 0     |
| Десна               | Итого                 | Итого            | 6    | 0    | 0     | 0     | —         | —         | 6     | 0     |
| Уфа                 | Первая лига           | 2022/23          | 9    | 0    | 1     | 0     | —         | —         | 10    | 0     |
| Уфа                 | Итого                 | Итого            | 9    | 0    | 1     | 0     | —         | —         | 10    | 0     |
| Леон Сатурн         | Вторая лига («Б»)     | 2023             | 9    | 0    | 1     | 0     | —         | —         | 10    | 0     |
| Леон Сатурн         | Итого                 | Итого            | 9    | 0    | 1     | 0     | —         | —         | 10    | 0     |
| Динамо (Вологда)    | Вторая лига («Б»)     | 2024             | 8    | 0    | 1     | 0     | —         | —         | 9     | 0     |
| Динамо (Вологда)    | Итого                 | Итого            | 8    | 0    | 1     | 0     | —         | —         | 9     | 0     |
| Динамо (СПб)        | Вторая лига («Б»)     | 2025             | 16   | 1    | 0     | 0     | —         | —         | 16    | 1     |
| Динамо (СПб)        | Итого                 | Итого            | 16   | 1    | 0     | 0     | —         | —         | 16    | 1     |
| Всего за карьеру    | Всего за карьеру      | Всего за карьеру | 91   | 1    | 7     | 0     | 1         | 0         | 99    | 1     |